# رایانو
رایانو (به ایتالیایی: Raiano) یک کومونه در ایتالیا است که در استان لاکویلا واقع شده‌است.

## خصوصیات
رایانو ۲۹٫۰۹ کیلومترمربع مساحت و ۲٬۹۹۰ نفر جمعیت دارد و ۳۹۰ متر بالاتر از سطح دریا واقع شده‌است.